# ジュディ・オング
ジュディ・オング （本名・帰化名：翁ジュディ、帰化当時は翁玉恵「おきな たまえ」）、旧名・台湾名：翁倩玉（Ong Chhèng-gio̍k）、英語名：Judy Ongg、1950年1月24日 - ）は、台湾出身の歌手、女優、版画家。上智大学国際学部卒業。出生地は台北市、貫籍（本籍地）は台南県柳営郷。語学が得意で、母語である台湾語のほか、日本語、英語、標準中国語の4言語を話すことができる。血液型はA型。

## 来歴

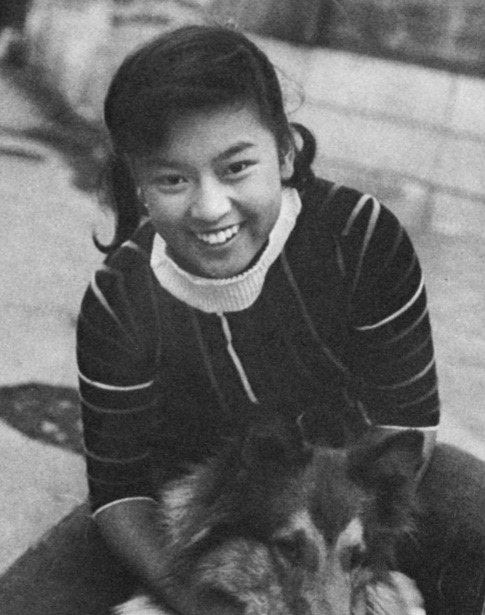
『小説倶楽部』1963年4月特大号（桃園書房）より

1950年1月24日、台湾台北市にて翁家の長女として誕生し、倩玉と名づけられた。上に兄が1人いる。
1952年、自身が2歳のときに父の仕事（米軍GHQ報道工作）の都合で一家そろって訪日。小学校は東京中華学校に入学、学校で国語（標準中国語）を勉強しつつ、家庭教師について英語を勉強するようになる。ここでその家庭教師にJudyという英語名をつけてもらう。また家庭では、両親の母語を忘れないようにとの教育方針から台湾語を使っていた。
1959年、9歳の時に劇団ひまわりに入団。このとき父親は反対したが、「芸能活動をしながらも、学業をきちんと終わらせること」ということを条件に、劇団に入ることを許可された。その約束どおり、東京中華学校卒業後にASIJ（アメリカンスクール）に通って英語を習得している。

### 日本での芸能活動

#### コロムビア時代
1961年に日米合作映画『大津波』（原題：THE BIG WAVE・原作：Pearl S. Buck）にて映画デビュー。のちテレビドラマ『三太物語』『明日の家族』などに出演した。
1964年、フジテレビ開局5周年記念ドラマ『おねえさん』に出演した際、番組を見終えた石原裕次郎から「キングコング」という渾名をつけられる。
1966年に日本コロムビアより「星と恋したい」で歌手デビュー。『サイボーグ009』・『サイボーグ009怪獣戦争』の劇場用映画二作で003役（初代）として声の出演。
1967年に「たそがれの赤い月」がスマッシュヒットする。これを含めてコロムビア時代(初期〜中期)は市川昭介が手がけた「夕日の恋」、「悲しみの十字架」、「さようなら17才」、「初めての別れ」、「ひらがなふたつ」など演歌調の曲が多かった。
同時期に『涙くんさよなら』、『青春ア・ゴーゴー』、『帰ってきた狼』などの多くの映画やテレビドラマ『S・Hは恋のイニシァル』（共演：伊東ゆかり、大原麗子、布施明。1969年）などにも出演し人気を得た。
また、1970年代、『おしどり右京捕物車』、『賞金稼ぎ』、『必殺からくり人』、『新・必殺からくり人・東海道五十三次殺し旅』、『江戸を斬るIV』など多くの時代劇に出演している。
この頃以降、筒美京平や都倉俊一が手がけたポップス調の曲も出すようになった。
1972年、日中国交正常化を機に日本に帰化。

#### CBS・ソニー時代
1973年日本コロムビアからCBS・ソニーに移籍。1975年、市原悦子主演のTBSドラマ『赤い殺意
』主題歌「愛は生命」がヒット。
1979年に「エーゲ海のテーマ～魅せられて」が200万枚の大ヒット。女性下着メーカーワコールのCMソングだが、彼女自身のエキゾチックで妖艶な雰囲気と、同年の日伊合作の映画『エーゲ海に捧ぐ』のイメージともマッチし、見事第21回日本レコード大賞を受賞。第30回NHK紅白歌合戦にも初出場を果たす。彼女自身のデザインによる、扇状に広がる袖がついた優雅な衣装も話題になった。デザインの趣旨はスクリーンドレスで、扇状に拡げた袖と胴全体に「エーゲ海の風景の映画を映す」というものであった。通常は扇状の袖の先を中指に引っ掛けるタイプだが、NHK紅白歌合戦などの大舞台では、棒を利用して彼女の手の長さよりさらに扇の面積を大きくしたバリエーションが見られた。現在でも彼女はTVで『魅せられて』を歌う際には必ずそのドレスを着る。この曲の大ヒットをリアルタイムで知る世代の人達で「シーツで真似した」と話す人も多い。またその衣装は小林幸子や天童よしみらにも影響を与えている。当時、人気番組『8時だョ!全員集合』内では志村けんもパロディーを演じている。なお当初のコンセプトであった「袖と胴全体にエーゲ海の風景の映画を映す」は、披露のときには映像が間に合わず構想はお蔵入りとなり、2009年 - 2010年の『年越し雑学王』において、30年の時を経てスクリーンドレスとしての披露に成功している。
1979年には、アメリカのテレビドラマシリーズ『将軍 SHŌGUN』にヒロインとして出演依頼もあったが、『魅せられて』の大ヒットと時期が重なったことから辞退した。

#### 東芝EMI時代以降
1985年、CBS・ソニーから東芝EMIに移籍、映画『ひとひらの雪』主題歌『ひとひらの雪』がヒットする。
1990年にはラスベガスにてショーを開き、ネバダ州知事により、1990年2月3日を「ジュディ・オングデイ」と制定される。
2004年にはビクターエンタテインメントに移籍、「魅せられて」のリメーク版を出した。
また、現在はワールド・ビジョン・ジャパン（）の親善大使も務めており、さまざまなチャリティ活動を行っている。
2018年3月21日には、古巣の日本コロムビアから、日本では6年ぶりの新曲となる「ほほえみをありがとう/青春のままに」（｢青春のままに｣オリジナルエクササイズDVD付き）をリリースした。

### 中華圏での活躍
1966年、台湾の中央電影公司（中影）総経理・龔弘と知り合い中影と契約、1968年に台湾デビュー作「小翠」に出演、台湾および東南アジアの中国語圏（中華圏）に活動の場を広め、1972年には台湾映画「真假千金（邦題：ニセのお嬢さん）」にて第10回「金馬奨（ゴールデン・ホース賞）」最優秀主演女優賞を、翌1973年には同じく台湾映画「愛的天地（愛の大地）」で第19回アジア映画祭特別演技賞をそれぞれ受賞している。またその間台湾および東南アジアの中国語圏でもレコードをリリースしており、「海鴎（内山田洋とクール・ファイブが「海鳴り」として日本語版をリリース）」、「珊瑚戀（コロムビア時代のアルバム曲「海辺のメルヘン」中国語版）」、「温情滿人間（同「悲しい訪問者」）」、「口信（CBS・ソニー時代のヒット曲「愛は生命」中国語版）」「祈祷（「竹田の子守唄」のメロディに彼女の父、翁炳榮が中国語の詞をつけたもの）」など中国語の流行歌でも大ヒットを飛ばし、台湾の連続ドラマ『愛的旋風』にも主演。このころより、野球の王貞治・囲碁の林海峰とともに台湾華人三宝の一人と称される。ジュディの台湾での映画出演は1978年の『新西廂記』まで続き、その後80年代は日本をメインに芸能活動を展開していく。なお、彼女が台湾で主演した三作品『真假千金』『愛的天地』『無價之寶（邦題：ジュディのラッキージャケット）』は、2003年の「第16回 東京国際映画祭」にて日本で上演された。
1980年には台湾の国民栄誉賞・海光奬彰を受賞（王貞治に続き2人目）。
1983年には徐克（ツイ・ハーク）監督の香港映画『蜀山 新蜀山劍侠（邦題：蜀山奇傳 天空の剣）』に出演、1985年には香港でNHKのドラマ『おしん』が放送された際に作られた香港オリジナル主題歌「信」を広東語にてレコーディング、香港EMIよりリリースして東南アジア全域で大ヒット、1988年に同曲で香港白金唱片奬を受賞した。
1989年、久しぶりに台湾にてアルバム「倩玉情懷」をリリース。
1990年には、中国中央電視台（CCTV）のバラエティ番組『正大綜藝』の主題歌「愛的奉献」が中国大陸でリリースされ大ヒット。中国大陸への進出を果たし、1992年にはNHKとCCTV共同開催の日中国交正常化20周年記念「日中友好歌謡祭」にて歌と総合司会を務めた。そして1995年、彼女自身の企画による「北京平和コンサート」を北京天檀公園にて開催、日中両国から多くの歌手が参加した。また同年、台湾で勳一等華光奬章を受賞（女優・李麗華、歌手・テレサ・テンに続いて3人目）。
1999年11月には台湾大地震のチャリティコンサート『ハート・エイド』in東京国際フォーラム を企画・開催、2008年7月には同じく東京国際フォーラムで行われた四川大地震のチャリティーコンサート『ハートエイド・四川』をジャッキー・チェンらと企画・開催している。

### 芸能以外の活動
1975年、棟方志功門下の版画家・菊地隆知、井上勝江に師事、木版画家としての活動開始。以降1993年には初の個展開催、その後も日本国内をはじめ、台湾各地、ドイツ、フランスといった海外でも木版画展を精力的に開催している。版画では日展入選をはじめ、数々の賞を受賞しており、1995年には白日会正会員となっている。日本家屋をテーマとした作品は評判が高く、2003年には宇治の平等院鳳凰堂を100号の作品に仕上げた「鳳凰迎祥」が8回目の日展に入選し、2005年3月、同作品が平等院に奉納された。
2009年より「介助犬サポート大使」、社会福祉法人日本介助犬協会の会員となる。

## 家族構成
父方の祖父・翁俊明（1892-1943・台南人）は辛亥革命の歴史的人物であり医者、後に袁世凱をコレラ菌で毒殺未遂した人物。1915年の西来庵事件を機に一家でアモイに移住し、福建省と香港を拠点に国民党援護の抗日活動に暗躍した人物としてしられる。1937年の盧溝橋事件の時に日本国籍離脱を公言した。1943年に漳州で客死。
母方の祖父は台南の大地主・劉北鴻。
父・翁炳栄は台湾のマスメディアの人物であった。1923年浙江省杭県で生まれ、1945年大夏大学を卒業。同年10月、国民党設立の中国広播公司が台湾放送局を建設する機に、中国広播公司の社員として台湾に再度移住した。1951年に、中国広播公司ラジオ局長に昇進した翁炳栄は駐日米軍GHQ心理作戦部の一員として来日、GHQ撤収後も中国広播公司駐日代表として日本に在留。1969年に台湾に帰国、新設の中国電視公司で重役を務めた。
兄・翁祖模は建築士で、高鉄台中駅の建設にも携わった。
前夫・鈴木洋樹は元商社マンの画商で、ヒロ・ヤマガタの日本代理権を握って年商数十億円を上げていた。1992年に政財界・芸能界の大物など計2000人を招待する結婚式を日本と台湾で挙げたが、1998年に離婚。

## 特技
兄がB級ライセンスを所持していた影響から自動車の運転を得意としている。『コードナンバー108 7人のリブ』では自ら大型キャンピングカーを運転して通っていたほか、カースタントを担当することもあった。

## 出演

### 映画
1961年
- THE BIG WAVE（大津波）（日本・アメリカ合作） ※デビュー作[12]

1966年
- 黒い賭博師 悪魔の左手 - 少年 役[13]
- アニメ映画 サイボーグ009 - 003（声） 役[14]
- 青春ア・ゴーゴー
- 帰ってきた狼
- 涙くんさよなら

1967年
- アニメ映画 サイボーグ009 怪獣戦争 - 003（声） 役[15]

1968年
- 小翠（台湾）
- 小さなスナック

1970年
- おいろけコミック 不思議な仲間
- 萬博追蹤（万博追跡）（台湾）※第21回大阪アジアン映画祭にて2Kレストア版が世界初上映予定[16][17]

1971年
- 眞假千金（ニセのお嬢さん）（台湾）

1972年
- 無價之寶（ジュディのラッキージャケット）（台湾）

1973年
- 愛的天地（愛の大地）（台湾）
- 一家人（台湾）
- 應召女郎（台湾）

1974年
- 極道VS不良番長

1975年
- 煙雨（台湾）

1976年
- 追憶（台湾）

1978年
- 黄埔軍魂（台湾）
- 新西廂記（台湾）

1983年
- 蜀山 新蜀山劍侠（蜀山奇傅 天空の剣）（香港）

1990年
- 丹波哲郎の大霊界2 死んだらおどろいた!!

1996年
- The Pillow Book（ピーター・グリーナウェイの枕草子）

2007年
- アメリカンパスタイム 俺たちの星条旗（アメリカ）

### テレビドラマ
- 1960年：「つづり方兄妹」、「ともしび」
- 1961年：「どろんこ天国」、「つづり方教室」、「三太物語」、「ふしぎな少年」
- 1962年：「若い芽」、「マンモス家族」
- 1963年：「かっぱ子物語」
- 1964年：「おねえさん」、「グーチョキパー」、「二十一回目の夏」、「ふたたび五月が…」[18]
- 1965年：「あしたの家族」、「僕たちはもう大人だ」
- 1966年：「競馬と女のあるかぎり」
- 1967年：「あいつと私」、「お客さん、もんでやっか」、「お客さん、お泊りはこち」、「銭形平次」第76話「月に飛ぶ雁」、「ある日わたしは」、「もも・くり三年」
- 1968年：「まぼろし城」
- 1969年：「S・Hは恋のイニシァル」
- 1970年：「愛の誤算」
- 1972年：「シークレット部隊」第1話ゲスト出演、「未婚・結婚・未再婚」、「女であること」、「忍法かげろう斬り」第12話「闇に消えた殿様」 - 雪乃役
- 1974年：「非情のライセンス」第1シリーズ 第14話「兇悪の愛」 - 大須賀京子役
- 1973年：「唖侍鬼一法眼」
- 1974年：「おしどり右京捕物車」、「大岡越前 第4部」第8話「秋刀魚にがいか恋の味」 - お蝶役
- 1974年：「非情のライセンス」第2シリーズ 第9話「兇悪の口紅」
- 1975年：「必殺必中仕事屋稼業」第2話「一発勝負」、「TOKYO DETECTIVE 二人の事件簿」、「賞金稼ぎ」、「同心部屋御用帳 江戸の旋風」第31話「悪魔の面」、「水戸黄門 第6部 12話「宍道湖慕情・松江」 - 千鶴役
- 1976年：「愛のゆくえ」、「必殺からくり人」、「コードナンバー108 7人のリブ」、「水戸黄門 第7部」第28話「ひょうろく玉の仇討ち・諏訪」 - おせい役、「江戸を斬るII」第26話「美しい復讐鬼」 - お志乃役
- 1977年：「黒の標的」、「新 必殺からくり人」、「愛的旋風（台湾）」、水戸黄門 第8部 第17話「鹿が知ってた悪い奴・奈良」 - おいね役、新五捕物帳 第5話「掟の陰に消えた女」
- 1978年：「黒水仙の美女」、「水戸黄門 第9部」第7話「裁かれたジャジャ馬姫・盛岡」 - 高姫役、「同心部屋御用帳 江戸の旋風 第4シリーズ」、大岡越前 第5部 第12話「唐獅子の復讐」 - おりん役
- 1979年：「江戸を斬るIV」 - お京 役（レギュラー出演）、「神戸 元町 おもかげ通り」、「女の樹林」
- 1980年：「警視-K」 第4話「LiLi」- 大原千鶴、リリー
- 1981年：「ミュージカル時代劇 清水次郎長」、「怪盗鼠小僧といれずみ判官」、「水戸黄門 第11部」第21話「初春 黄門さまの用心棒 -秩父-」 - りよ役
- 1982年：「愛の別れ道」、「ハイカラさん（NHK朝の連続テレビ小説）」
- 1983年：「鏡の中の女」、「あの橋の畔で」、「大奥（21）」
- 1984年：「寝ぼけ署長（5）-'84秋 結婚詐欺にご用心」
- 1985年：「軽井沢夫人」
- 1986年：「あなたいい人ね」、「新婚旅行は三人で」
- 1990年：「女房という他人」
- 1991年：世にも奇妙な物語 「女優」 - 吉永あずさ
- 1993年:「チャンス!」第10話 - 白石礼子役
- 1994年：「お金がない!」第3話 - 竹中かつ子役
- 1995年：「はぐれ刑事純情派スペシャル 香港ドリームが招く殺意！安浦刑事の危険な恋」
- 2000年：「お見合い結婚」
- 2001年：「家政婦は見た!（19） シンガポールの愛人、東京の妻」、「本家のヨメ」（共演：岩下志麻）、「私を旅館に連れてって(4)」
- 2002年：「天才柳沢教授の生活（5）」
- 2007年：「歌姫」
- 2014年：「ルーズヴェルト・ゲーム」第7話 - 城戸志眞役、「ドクターX〜外科医・大門未知子〜」第9話 - 十勝喜子 役
- 2015年：「銭の戦争」 - 青池早和子 役[19][20]
- 2016年：「松本清張スペシャル・一年半待て」 - 今井邦子 役、月曜名作劇場 ミステリー作家・朝比奈耕作シリーズ「花咲村の惨劇」 - 花柳蝶子 役、「警視庁・捜査一課長」最終話 - 坪井光代 役、「グ・ラ・メ!〜総理の料理番〜」 - オリビア・リー 役
- 2017年：嘘の戦争 - 四条綾子 役
- 2018年：SUITS/スーツ - 内海真須美 役
- 2020年：家政夫のミタゾノ 第4シリーズ 第7話 - 伊集院紅葉 役
- 2022年：今度生まれたら - 吉野久美（バンビ） 役
- 2023年：全ラ飯 - 一条みづ知 役
- 2024年：サニー - 坂本のりこ 役
- 2025年：風のふく島 第4話（2月1日、テレビ東京） - 岩野和子 役[21]

### 司会を務めたバラエティ番組・歌番組・歌謡祭
- 勝ち抜きエレキ合戦
- 歌のグランド・ショー
- 世界歌謡祭
- ザッツミュージック
- 日中友好歌謡祭
- 北京平和コンサート
- 食卓の王様
- 台湾大地震ハート・エイド
- ジュディ・オングのわくわくリフォーム相談室
- ジュディ・オングの感動！テレビショッピング
- 犬と歩けば - 愛犬「パール」（ウエスト・ハイランド・ホワイト・テリア）と出演

### 不定期出演
- クイズ地球まるかじり（テレビ東京） 主にマリアンが欠席の際にピンチヒッターとして出演
- 愛のエプロン（テレビ朝日）
- THE夜もヒッパレ（日本テレビ）
- たけし・逸見の平成教育委員会（フジテレビ）
- 痛快TV スカッとジャパン（フジテレビ）
- ダウトをさがせ!（MBS）
- 連想ゲーム（NHK）
- 伝えてピカッチ（NHK）

### ラジオ番組
- 歌謡大行進（文化放送） - 林家こん平と共演
- ジュディ・オングのミュージックロビー
- 日本アジア航空 Presents ジュディ・オング エイジアン・ダイナミクス（TOKYO FM） 1994年〜2008年3月

### 舞台劇
- 1978年：「花の巴里の橘や」（帝国劇場）
- 1981年：「おおマギー」
- 1982年：「ジジ 恋はこんなふうに」
- 1983年：「橋-ウェスカー三部作による-」
- 1984年：「藪原検校」「屋根の上のバイオリン弾き」 - チャヴァ 役
- 1985年：「マギーの決断」「スージー・ウォンの世界」
- 1994年：「平家物語絵巻〜恋の滝口〜」
- 2001年：「西遊記」

### CM
- 日産自動車・グロリア（230系初期型）
- キリンレモン（初代さわやかさん）
- 三菱レイヨン「ロータス」
- パイロット万年筆
- AGF「カフェスタ・カフェオレ」
- 銀座じゅわいよ・くちゅーるマキ（銀座ジュエリーマキ）（CAMELLIA DIAMOND 初代CM）
- トヨタ・ソアラ
- フランスベッド
- ジュジュ化粧品
- ハウス食品「マーボ亭」
- イオン化粧品
- 田辺製薬「ナンパオ」（CMソングでは『何日君再来』をカバーした）
- みすず学苑
- サントリー 「エファージュ」（化粧品）

### プロデュースしている女性服のブランド
- ジュディ・コレクション

### かつて編集長を務めた中国語雑誌
- 東京（Dong Jing）

### かつてプロデュースした茶藝館
- プロバ茶藝館

## ディスコグラフィ

### シングル
| #                              | 発売日          | A/B面          | タイトル                        | 作詞           | 作曲              | 編曲           | 規格品番               |
| 日本コロムビア                 | 日本コロムビア  | 日本コロムビア | 日本コロムビア                  | 日本コロムビア | 日本コロムビア    | 日本コロムビア | 日本コロムビア         |
| ------------------------------ | --------------- | -------------- | ------------------------------- | -------------- | ----------------- | -------------- | ---------------------- |
| 1                              | 1966年 5月5日   | A面            | 星と恋したい                    | 次呂久英樹     | 市川昭介          | 河村利夫       | SAS-712                |
| 1                              | 1966年 5月5日   | B面            | 恋ってどんなもの                | 白鳥朝詠       | 市川昭介          | 河村利夫       | SAS-712                |
| 2                              | 1966年 10月10日 | A面            | バラの花嫁さん                  | 白鳥朝詠       | 市川昭介          | 河村利夫       | SAS-790                |
| 2                              | 1966年 10月10日 | B面            | 鏡の私に恋をして                | 白鳥朝詠       | 市川昭介          | 河村利夫       | SAS-790                |
| 3                              | 1967年 3月1日   | A面            | ヤング・ヤング東京              | 白鳥朝詠       | 市川昭介          | 河村利夫       | SAS-861                |
| 3                              | 1967年 3月1日   | B面            | バイ・バイ・ボーイ              | 白鳥朝詠       | 市川昭介          | 河村利夫       | SAS-861                |
| 4                              | 1967年 7月1日   | A面            | たそがれの赤い月                | 白鳥朝詠       | 市川昭介          | 河村利夫       | SAS-919                |
| 4                              | 1967年 7月1日   | B面            | 明日またねと言っちゃた          | 白鳥朝詠       | 市川昭介          | 河村利夫       | SAS-919                |
| 5                              | 1967年 10月1日  | A面            | 夕陽の恋                        | 白鳥朝詠       | 市川昭介          | 河村利夫       | SAS-965                |
| 5                              | 1967年 10月1日  | B面            | チャームで踊ろう                | 白鳥朝詠       | 市川昭介          | 河村利夫       | SAS-965                |
| 6                              | 1967年 11月10日 | A面            | 花のくちびる                    | 吉岡治         | 市川昭介          | 河村利夫       | SAS-1014               |
| 6                              | 1967年 11月10日 | B面            | 夕陽の恋 (ギター演奏)           | -              | 市川昭介          | 木村好夫       | SAS-1014               |
| 7                              | 1968年 2月1日   | A面            | 悲しみの十字架                  | 白鳥朝詠       | 市川昭介          | 河村利夫       | SAS-1035               |
| 7                              | 1968年 2月1日   | B面            | 涙ぐむ星空                      | 白鳥朝詠       | 市川昭介          | 河村利夫       | SAS-1035               |
| 8                              | 1968年 5月25日  | A面            | ひらがなふたつ                  | 若林辰郎       | 市川昭介          | 河村利夫       | SAS-1110               |
| 8                              | 1968年 5月25日  | B面            | 愛する人に                      | 白鳥朝詠       | 市川昭介          | 河村利夫       | SAS-1110               |
| 9                              | 1968年 5月25日  | A面            | ふたりの季節                    | 皆川一男       | 万里村ゆき子      | 河村利夫       | SAS-1122               |
| 9                              | 1968年 5月25日  | B面            | マイ・ロンリー・サマー          | 万里村ゆき子   | 万里村ゆき子      | 河村利夫       | SAS-1122               |
| 10                             | 1968年 9月1日   | A面            | さようなら17才                  | 岩谷時子       | 市川昭介          | 若月明人       | SAS-1177               |
| 10                             | 1968年 9月1日   | B面            | 素足の青春                      | 白鳥朝詠       | 市川昭介          | 河村利夫       | SAS-1177               |
| 11                             | 1969年 1月10日  | A面            | 初めての別れ                    | 白鳥朝詠       | 市川昭介          | 若月明人       | P-47                   |
| 11                             | 1969年 1月10日  | B面            | 風のジェラシー                  | 白鳥朝詠       | 市川昭介          | 河村利夫       | P-47                   |
| 12                             | 1969年 3月15日  | A面            | 涙のドレス                      | 橋本淳         | 筒美京平          | 筒美京平       | P-56                   |
| 12                             | 1969年 3月15日  | B面            | 春は遅かった                    | 橋本淳         | 筒美京平          | 筒美京平       | P-56                   |
| 13                             | 1969年 8月25日  | A面            | ブラック・パール                | 橋本淳         | 筒美京平          | 筒美京平       | P-68                   |
| 13                             | 1969年 8月25日  | B面            | 明日では遅い                    | 橋本淳         | 筒美京平          | 筒美京平       | P-68                   |
| 14                             | 1970年 2月10日  | A面            | あなたに甘えて                  | 生田幸子       | 鈴木淳            | 川口真         | P-84                   |
| 14                             | 1970年 2月10日  | B面            | 瞳の中のあなた                  | 亀甲美智子     | 鈴木淳            | 川口真         | P-84                   |
| 15                             | 1970年 5月10日  | A面            | 盗まれた愛情                    | なかにし礼     | 筒美京平          | 筒美京平       | P-91                   |
| 15                             | 1970年 5月10日  | B面            | 純愛物語                        | なかにし礼     | 筒美京平          | 筒美京平       | P-91                   |
| 16                             | 1970年 10月25日 | A面            | 忘却の瞬間                      | 橋本淳         | 筒美京平          | 筒美京平       | P-101                  |
| 16                             | 1970年 10月25日 | B面            | 悲しみのブラック                | 橋本淳         | 筒美京平          | 筒美京平       | P-101                  |
| 17                             | 1971年 3月10日  | A面            | 悲しい訪問者                    | 吉岡治         | 市川昭介          | 馬飼野俊一     | P-113                  |
| 17                             | 1971年 3月10日  | B面            | 愛のレッスン                    | 吉岡治         | 市川昭介          | 馬飼野俊一     | P-113                  |
| 18                             | 1971年 9月25日  | A面            | TOKYO…0051                      | 藤公之介       | 都倉俊一          | 田辺信一       | P-133                  |
| 18                             | 1971年 9月25日  | B面            | 青い部屋                        | 藤公之介       | 都倉俊一          | 田辺信一       | P-133                  |
| 19                             | 1972年 6月10日  | A面            | 晩鐘                            | 藤公之介       | 都倉俊一          | 高田弘         | P-174                  |
| 19                             | 1972年 6月10日  | B面            | みじかくも美しく燃えて          | 藤公之介       | 都倉俊一          | 高田弘         | P-174                  |
| CBS・ソニー                    |                 |                |                                 |                |                   |                |                        |
| 20                             | 1973年 9月1日   | A面            | 花嫁の耳かざり                  | 岩谷時子       | 高田弘            | 高田弘         | SOLB-60                |
| 20                             | 1973年 9月1日   | B面            | 乾いた花                        | 岩谷時子       | 加藤和彦          | 高田弘         | SOLB-60                |
| 21                             | 1974年 4月21日  | A面            | 美しい伝説                      | 岩谷時子       | 高田弘            | 高田弘         | SOLB-127               |
| 21                             | 1974年 4月21日  | B面            | あんずの花                      | 岩谷時子       | 高田弘            | 高田弘         | SOLB-127               |
| 22                             | 1975年 4月21日  | A面            | 愛は生命                        | 石坂まさを     | 土田啓四郎        | 土田啓四郎     | SOLB-260               |
| 22                             | 1975年 4月21日  | B面            | 花は流れて                      | 石坂まさを     | 土田啓四郎        | 穂口雄右       | SOLB-260               |
| 23                             | 1976年 3月1日   | A面            | 愛のほつれ                      | 石坂まさを     | 土田啓四郎        | 土田啓四郎     | SOLB-382               |
| 23                             | 1976年 3月1日   | B面            | 愛の秘密                        | 石坂まさを     | 土田啓四郎        | 土田啓四郎     | SOLB-382               |
| 24                             | 1976年 10月21日 | A面            | リクエスト                      | 中村泰士       | 中村泰士          | 高田弘         | 06SH-71                |
| 24                             | 1976年 10月21日 | B面            | 絵葉書                          | 中村泰士       | 中村泰士          | 高田弘         | 06SH-71                |
| 25                             | 1977年 10月21日 | A面            | 夜がクスクス                    | 中村泰士       | 中村泰士          | 土田治一       | 06SH-226               |
| 25                             | 1977年 10月21日 | B面            | 朝刊の片隅に                    | 生田圭         | 中村泰士          | 土田治一       | 06SH-226               |
| -                              | 1978年 4月21日  | A面            | 愛は生命                        | 石坂まさを     | 土田啓四郎        | 土田啓四郎     | 06SH-308 GOLDEN SINGLE |
| -                              | 1978年 4月21日  | B面            | リクエスト                      | 中村泰士       | 中村泰士          | 高田弘         | 06SH-308 GOLDEN SINGLE |
| 26                             | 1979年 2月25日  | A面            | 魅せられて                      | 阿木燿子       | 筒美京平          | 筒美京平       | 06SH-456               |
| 26                             | 1979年 2月25日  | B面            | クレタ島の夜明け                | 阿木燿子       | 筒美京平          | 筒美京平       | 06SH-456               |
| 27                             | 1979年 8月21日  | A面            | 惑いの午後                      | 阿木燿子       | 筒美京平          | 筒美京平       | 06SH-572               |
| 27                             | 1979年 8月21日  | B面            | 愛と哀の間                      | 阿木燿子       | 筒美京平          | 萩田光雄       | 06SH-572               |
| 28                             | 1980年 4月21日  | A面            | 麗華の夢                        | 阿木燿子       | 筒美京平          | 萩田光雄       | 06SH-742               |
| 28                             | 1980年 4月21日  | B面            | 食前酒をどうぞ                  | 阿木燿子       | 筒美京平          | 萩田光雄       | 06SH-742               |
| 29                             | 1980年 8月1日   | A面            | リクエスト (ニュー・アレンジ)   | 中村泰士       | 中村泰士          | 高田弘         | 06SH-812               |
| 29                             | 1980年 8月1日   | B面            | 夢三夜                          | 石丸博         | 北原じゅん        | 萩田光雄       | 06SH-812               |
| 30                             | 1980年 12月21日 | A面            | 春雪                            | 岡田冨美子     | 佐瀬寿一          | 萩田光雄       | 07SH-904               |
| 30                             | 1980年 12月21日 | B面            | 追いかけて都会                  | 岡田冨美子     | 佐瀬寿一          | 萩田光雄       | 07SH-904               |
| 31                             | 1981年 6月21日  | A面            | アカシア慕情                    | ちあき哲也     | 佐瀬寿一          | 若草恵         | 07SH-1003              |
| 31                             | 1981年 6月21日  | B面            | バッカスの夜                    | ちあき哲也     | 佐瀬寿一          | 若草恵         | 07SH-1003              |
| 32                             | 1981年 8月26日  | A面            | あなたの背中                    | 有馬三恵子     | 桑原研郎          | 若草恵         | 07SH-1039              |
| 32                             | 1981年 8月26日  | B面            | 銀の鎖                          | 有馬三恵子     | 桑原研郎          | 若草恵         | 07SH-1039              |
| 33                             | 1981年 12月2日  | A面            | 滴のように                      | 嶺岸未来       | 中村泰士          | 若草恵         | 07SH-1104              |
| 33                             | 1981年 12月2日  | B面            | 風のララバイ                    | 有馬三恵子     | 桑原研郎          | 若草恵         | 07SH-1104              |
| 34                             | 1983年 4月1日   | A面            | 朝なのに黄昏 -33才-             | 阿木燿子       | J.Iglesias        | 若草恵         | 07SH-1276              |
| 34                             | 1983年 4月1日   | B面            | ソフィアの宴                    | 阿木燿子       | 筒美京平          | 筒美京平       | 07SH-1276              |
| 東芝EMI                        |                 |                |                                 |                |                   |                |                        |
| 35                             | 1985年 8月22日  | A面            | ひとひらの雪                    | 阿木燿子       | 佐藤隆            | チト河内       | WTP-17751              |
| 35                             | 1985年 8月22日  | B面            | セゾン・ド・ラムール            | 岩里祐穂       | 小杉保夫          | 大谷和夫       | WTP-17751              |
| 36                             | 1987年 3月21日  | A面            | 愛のめぐり逢い                  | 安井かずみ     | 加藤和彦          | 国吉良一       | WTP-17938              |
| 36                             | 1987年 3月21日  | B面            | 幸福の距離                      | 来生えつこ     | 鈴木康博          | 萩田光雄       | WTP-17938              |
| 37                             | 1988年 1月25日  | A面            | 再会                            | 矢田部道一     | E.Dimitrov        | 萩田光雄       | RT07-2209              |
| 37                             | 1988年 1月25日  | B面            | 旅情                            | 吉澤久美子     | 萩田光雄          | 萩田光雄       | RT07-2209              |
| 38                             | 1988年 6月25日  | A面            | 愛の堕落                        | 吉元由美       | 林哲司            | 鷺巣詩郎       | RT07-2109              |
| 38                             | 1988年 6月25日  | B面            | Rondo                           | 吉元由美       | 山川恵津子        | 萩田光雄       | RT07-2109              |
| 39                             | 1990年 9月5日   | 01             | 愛のめぐり逢い                  | 安井かずみ     | 加藤和彦          | 国吉良一       | TODT-2571              |
| 39                             | 1990年 9月5日   | 02             | 旅情                            | 吉澤久美子     | 萩田光雄          | 萩田光雄       | TODT-2571              |
| 40                             | 1990年 10月24日 | 01             | エスメラルダ                    | 松本隆         | 佐藤隆            | 萩田光男       | TODT-2585              |
| 40                             | 1990年 10月24日 | 02             | 愛的奉献                        | 翁炳榮         | 宮本一            | 宮本一         | TODT-2585              |
| 41                             | 1993年 8月18日  | 01             | たったひとつのTonight           | 松井五郎       | 飛鳥涼            | 十川知司       | TODT-3084              |
| 41                             | 1993年 8月18日  | 02             | Tonight                         | 翁倩玉         | 飛鳥涼            | 十川知司       | TODT-3084              |
| 42                             | 1995年 2月17日  | 01             | 小指のジェラシー                | 阿木燿子       | 宇崎竜童          | 小島久政       | TODT-3428              |
| 42                             | 1995年 2月17日  | 02             | アムールな関係                  | 阿木燿子       | 宇崎竜童          | 小島久政       | TODT-3428              |
| 43                             | 1995年 6月2日   | 01             | 言葉                            | 阿木燿子       | 宇崎竜童          | 小島久政       | TODT-3505              |
| 43                             | 1995年 6月2日   | 02             | 逢いたがり                      | 阿木燿子       | 宇崎竜童          | 小島久政       | TODT-3505              |
| 44                             | 1996年 6月5日   | 01             | 生まれたての愛の中              | 大津あきら     | 大塚修司          | 小島久政       | TODT-3747              |
| 44                             | 1996年 6月5日   | 02             | 愛プラス愛                      | 大津あきら     | 小島久政          | 小島久政       | TODT-3747              |
| 45                             | 1996年 11月20日 | 01             | Mysterious Crystal Eyes         | 大津あきら     | 小島久政          | 小島久政       | TODT-3876              |
| 45                             | 1996年 11月20日 | 02             | 風の贈り物                      | 大津あきら     | 宇崎竜童          | 小島久政       | TODT-3876              |
| 45                             | 1996年 11月20日 | 03             | 愛的礼物                        | 翁倩玉         | 宇崎竜童          | 小島久政       | TODT-3876              |
| 46                             | 1997年 7月9日   | 01             | 何日君再来 (ラップ・バージョン) | 翁倩玉         | 劉雪庵            | 小島久政       | TOCT-4079              |
| 46                             | 1997年 7月9日   | 02             | 何日君再来 (スロー・バージョン) | 翁倩玉         | 劉雪庵            | 小島久政       | TOCT-4079              |
| ビクターエンタテインメント     |                 |                |                                 |                |                   |                |                        |
| 47                             | 2004年 6月16日  | 01             | 魅せられて （2004 Version）     | 阿木燿子       | 筒美京平          | 小西康陽       | VICL-35626             |
| 47                             | 2004年 6月16日  | 02             | 魅せられて （RADIO EDIT）       | 阿木燿子       | 筒美京平          | 小西康陽       | VICL-35626             |
| ワーナーミュージック・ジャパン |                 |                |                                 |                |                   |                |                        |
| 48                             | 2012年 11月28日 | 01             | 別離                            | 漣健児         | N.Ferrer G.Verlor | 坂本昌之       | WPCL-11257             |
| 48                             | 2012年 11月28日 | 02             | どうぞこのまま                  | 丸山圭子       | 丸山圭子          | 坂本昌之       | WPCL-11257             |
| 日本コロムビア                 |                 |                |                                 |                |                   |                |                        |
| 49                             | 2018年 3月21日  | 01             | ほほえみをありがとう            | 小林篁次       | 小杉保夫          | 小島久政       | COZC-1422              |
| 49                             | 2018年 3月21日  | 02             | 青春のままに                    | 小林篁次       | 榊原政敏          | 小島久政       | COZC-1422              |

委託制作盤
| 発売日                                     | A/B面                      | タイトル                   | 作詞                       | 作曲                       | 編曲                       | 規格品番                   |
| 社団法人・日本ひな人形協会                 | 社団法人・日本ひな人形協会 | 社団法人・日本ひな人形協会 | 社団法人・日本ひな人形協会 | 社団法人・日本ひな人形協会 | 社団法人・日本ひな人形協会 | 社団法人・日本ひな人形協会 |
| ------------------------------------------ | -------------------------- | -------------------------- | -------------------------- | -------------------------- | -------------------------- | -------------------------- |
| 1974年 12月29日                            | A面                        | 恋のひな人形               | 喜多條忠                   | 中村八大                   | 中村八大                   | YFSA-4 （CBS・ソニー）     |
| 1974年 12月29日                            | B面                        | うれしいひなまつり         | サトウハチロー             | 河村光陽                   | 中村八大                   | YFSA-4 （CBS・ソニー）     |
| ひろしまフラワーフェスティバル企画実施本部 |                            |                            |                            |                            |                            |                            |
| 1986年                                     | A面                        | 花たちの扉                 | 来生えつこ                 | 村下孝蔵                   | 高田弘                     | H4R-8087 （東芝EMI）       |
| 1986年                                     | B面                        | （カラオケ）               | -                          | 村下孝蔵                   | 高田弘                     | H4R-8087 （東芝EMI）       |

### デュエット・シングル
| 発売日     | デュエット | A/B面 | タイトル     | 作詞       | 作曲   | 編曲     | 規格品番                 |
| ---------- | ---------- | ----- | ------------ | ---------- | ------ | -------- | ------------------------ |
| 1981年 1月 | 杉良太郎   | A面   | 恋は夢のなか | なかにし礼 | 浜圭介 | 前田憲男 | 07SH-908 （CBS・ソニー） |
| 1981年 1月 | 杉良太郎   | B面   | 清水よいとこ | なかにし礼 | 浜圭介 | 前田憲男 | 07SH-908 （CBS・ソニー） |

### アルバム
| 発売日         | 国      | レーベル                       | 品番                | アルバム |
| -------------- | ------- | ------------------------------ | ------------------- | --- |
| 1968年         | 日本    | 日本コロムビア                 | JPS-5143            | ジュディ・オングの魅力 Side:A 1. たそがれの赤い月 3:53 2. 愛のわかれ 3:31 3. 茉莉花の祈り 4:06 4. 花のくちびる 2:36 5. 恋の旅人 3:30 6. 夕陽の恋 3:22 Side:B 1. 悲しみの十字架 3:04 2. 慕情の蘇州 3:40 3. 浜辺のメルヘン 3:01 4. 愛する人に 2:52 5. 涙ぐむ星空 3:35 6. 歩きながら恋しよう 3:15 |
| 1968年         | 日本    | 日本コロムビア                 | ALS-4376            | ジュディ・オングの花のステージ |
| 1969年         | 日本    | 日本コロムビア                 |                     | 粋なうわさ/橋本淳・筒美京平ゴールデン・アルバム 『太陽は泣いている』『スワンの涙』収録 |
| 1969年         | 日本    | 日本コロムビア                 |                     | レコード生活40年記念 服部良一魅力のすべて 『蘇州夜曲』『いとしあの星』『牡丹の曲』収録 |
| 1971年         | 台湾*   | CBS・ソニー                    |                     | 鏡中的你 |
| 1971年         | 台湾*   | CBS・ソニー                    |                     | 温情滿人間 |
| 1973           | 台湾*   | CBS・ソニー                    |                     | 海鷗 |
| 1974年         | 日本    | CBS・ソニー                    |                     | 花嫁の耳かざり/美しい伝説 |
| 1975年         | 日本    | CBS・ソニー                    |                     | 愛は生命 |
| 1975年         | 台湾*   | CBS・ソニー                    | LS-7015             | 電話戀情/扒龍船/戀愛的星星 |
| 1977年         | 台湾+   | CBS・ソニー                    |                     | 愛的旋風/風兒多可愛 |
| 1979年5月21日  | 日本    | CBS・ソニー                    | 25AH-735 SRCL-1885  | 白の幻想 Side:A 1. 白い幻想 2. 魅せられて（エーゲ海のテーマ） 3. ミコノスの謎 4. 食前酒をどうぞ 5. クレタ島の夜明け Side:B 1. オリンポス・ハネムーン 2. ギリシャから 3. 夏の終り 4. 少年と海 5. 白い風 |
| 1979年5月21日  | 香港-   | CBS・ソニー                    |                     | 白の幻想（香港版） |
| 1979年12月21日 | 日本    | CBS・ソニー                    | 25AH-888 DYCL-58    | ヒロイン |
| 1980年         | 日本    | CBS・ソニー                    |                     | ジュディ・オング コンサート |
| 1980年7月1日   | 日本    | CBS・ソニー                    | DYCL-59             | 麗華の夢 |
| 1985年         | 香港++  | 東芝EMI                        |                     | 信（阿信的故事） |
| 1986年2月1日   | 日本    | 東芝EMI                        | WTP-90379 CA32-1214 | うたかたの夢 |
| 1986年         | 台湾**  | 東芝EMI                        |                     | 倩玉情懷 |
| 1986年         | 日本    | 東芝EMI                        | CA32-1275           | NHK『ザッツ・ミュージック』より 素敵な貴方 |
| 1993年         | 台湾+++ | 東芝EMI                        |                     | 滿天星音樂VOL.1（國語版） |
| 1993年         | 香港+++ | 東芝EMI                        |                     | 滿天星音樂VOL.1（粵語版） |
| 1994年         | 台湾*** | 東芝EMI                        |                     | 眞情不必多説/永遠相信 |
| 1995年10月18日 | 日本    | 東芝EMI                        | TOCT-9178           | ブルー・ジェイド |
| 1995年10月18日 | 台湾*** | 東芝EMI                        | RD-1313             | 美麗的歌 1. 容易著迷 4:19 2. 沙沙雨 淋濕濕 4:59 3. 美麗的歌 3:53 4. One Day In Your Life 4:12 5. 誰講真心祙互飼 3:35 6. 情歌情人 (「水晶花」片尾曲) 4:41 7. 愛的迷戀 / 魅せられて 4:32 8. Dime / 你就說吧 (Feelings西班牙文版) 4:23 9. 比星光燦爛 3:38 10. 因爲相信 (電視劇「阿信的故事」主題曲 國語版) 4:9 |
| 2002年1月23日  | 日本    | 東芝EMI                        | TOCT-24729          | O2〜オーツゥ |
| 2002年1月23日  | 台湾*** | 東芝EMI                        |                     | O2〜氧氣（台湾版） |
| 2004年         | 日本    | ビクターエンタテインメント     | VICL-61451~2        | Re-Enter the Dragon: A Black Belt Graffiti of Bruce Lee by Lil' Dragons of Sound and Vision |
| 2009年         | 日本    | CBS・ソニー                    | MHCL-1580           | GOLDEN☆BEST ジュディ・オング 蓮の花 1. 白の幻想 2. 魅せられて 3. 蓮花（新録音） 4. 麗華の夢 5. 惑いの午後 6. リクエスト 7. 花嫁の耳かざり 8. ひとひらの雪 9. 言葉 10. 愛のめぐり逢い 11. 愛は生命 12. 海鴎（北京語） 13. 永遠相信（北京語） 14. 信（広東語） 15. 愛的奉献（北京語） 16. A TICKET TO LOVE（私の歌の心の世界）（英語） 17. 祈祷（北京語） 18. 愛的迷恋（魅せられて）（北京語）                                                                           |
| 2011年         |         | 日本コロムビア                 | COCP-36675          | GOLDEN☆BEST ジュディ・オング コロムビア・イヤーズ 1966～1972 1. 星と恋したい 2. バラの花嫁さん－玫瑰姑娘－ 3. ヤング・ヤング 東京 4. たそがれの赤い月 5. 夕陽の恋 6. 花のくちびる~フラワー・リップス~ 7. 悲しみの十字架(クロス) 8. ひらがなふたつ 9. ふたりの季節 10. さようなら17才 11. 初めての別れ／涙のドレス 12. ブラック・パール 13. あなたに甘えて 14. 盗まれた愛情 15. 忘却の瞬間 16. 悲しい訪問者 17. TOKYO…0051 18. 晩鐘 19. スワンの涙 20. 太陽は泣いている |
| 2012年         | 日本    | ワーナーミュージック・ジャパン | WPCL-11258          | LAST LOVE SONGS 〜人には言えない恋がある〜 |

<台湾および香港でのリリース：*海山唱片公司+麗歌唱片公司、-CBS新力（Sony）唱片公司香港、++香港百代（EMI）唱片公司、**歌林唱片公司、+++星音楽制作、***滾石唱片公司、****豐華唱片>

### タイアップ曲
| 年              | 楽曲                              | タイアップ                                            |
| --------------- | --------------------------------- | ----------------------------------------------------- |
| 1968年          | たそがれの赤い月                  | MBSテレビドラマ「まぼろし城」挿入歌                   |
| 1975年          | 愛は生命                          | TBS系テレビドラマ「赤い殺意」主題歌                   |
| 1976年          | 愛のほつれ                        | TBS系テレビドラマ「愛の秘密」主題歌                   |
| 1979年          | 魅せられて                        | ワコール「フロントホックブラ」CMソング                |
| 1979年          | 惑いの午後                        | AGF「カフェスタ」CMソング                             |
| 1979年          | 愛と哀の間                        | MBSテレビドラマ「女の樹林」主題歌                     |
| 1981年          | 恋は夢のなか                      | TBS系新鋭髷物ミュージカル「御存知!!清水次郎長」主題歌 |
| 1981年          | 滴のように                        | TBS系テレビドラマ「愛の別れ道」主題歌                 |
| 1981年          | 風のララバイ                      | NHK総合「おはよう広場」オリジナルソング               |
| 1985年          | ひとひらの雪                      | 東映映画「ひとひらの雪」主題歌                        |
| 1986年          | 花たちの扉                        | ひろしまフラワーフェスティバル・第10回記念テーマ曲    |
| 1986年 - 1993年 | 愛のめぐり逢い                    | TBS系「東芝日曜劇場」OPテーマ                         |
| 1993年          | たったひとつのTonight             | クリナップ・CMソング                                  |
| 1995年          | 小指のジェラシー                  | TBS系テレビドラマ「詐欺・狙われた実印」主題歌         |
| 1995年          | 言葉                              | 三貴「カメリアダイヤモンド」CMソング                  |
| 1996年          | 生まれたての愛の中                | NHK衛星第2テレビアニメ「シンデレラ物語」EDテーマ      |
| 1996年          | 愛プラス愛                        | NHK衛星第2テレビアニメ「シンデレラ物語」OPテーマ      |
| 1997年          | 何日君再来 （ラップ・バージョン） | 田辺製薬「ナンパオ」CMソング                          |

## 著書
- 「魅せられて」（手塚治虫、陳舜臣、横尾忠則、三浦雄一郎など12名との対談集）（青娥書房）1979年
- 「ジュディ・オングの美しくやせる薬膳」（講談社）1988年
- 木版画集「萬紫千紅」（近代映画社）1997年
- 「ジュディの中国絵画って面白い」（二玄社）2000年
- 『ジュディバランス 体がよろこぶ、私の薬膳レシピ』（幻冬舎）2000年

## 版画作品および活動履歴
- 1975年：「店蔵」日本板画院展入選
- 1976年：「町屋」日本板画院展入選
- 1977年：「油屋」日本板画院展入選
- 1978年：「夏天涼風」日本板画院展入選
- 1983年：「冬の陽」日展入選
- 1984年：「油屋その2」日展入選
- 1985年：「揚屋」日展入選
- 1993年7月17日 - 8月1日：初の個展 版画展開催
- 1994年：「琉球朱夏」第70回記念白日展入選（白日会正会員となる）
- 1995年：「たったひとつのTonight」第71回白日展入選
- 1996年：「芳香春暖」第72回白日展出展
- 1997年1月：版画展「萬紫千紅」新宿三越アートギャラリーにて開催
- 1997年：「緑葉翠歌」第73回白日会にて発表
- 1997年：夢穂高美術館 にて版画展開催
- 1997年：山中湖美術館 にて版画展開催
- 1997年10月18日 - 31日：台北国立国父紀念館にて版画展「心象詩情」開催
- 1997年11月1日 - 9日：高雄中正文化センターにて版画展「心象詩情」開催
- 1998年：「聴春」
- 1998年：「華堂初夏」第74回白日会にて発表
- 1998年：ドイツ・マイセン陶器が版画「カトレヤ」をモチーフに陶板画発表
- 1999年：「夏の涼夢」 第75回白日会記念展にて発表
- 1999年9月15日 - 30日：ドイツ、ハンブルクのローズ・ギャラリーにて版画展開催
- 1999年：「雨過苔清」第28回日展入選
- 2000年：「小庭雅緑」第76回白日会にて発表
- 2000年5月2日 - 31日：フランス、パリのLe Rendez-vous Toyotaにて版画展開催
- 2000年：「微風柔水」第29回日展入選
- 2001年：「台南故邸」第77回白日会にて発表
- 2001年：「秋白楓紅」第33回日展入選
- 2002年：「山門迎福」第78回白日会にて発表
- 2003年：「京華春翠」第79回白日会にて発表
- 2003年：「鳳凰迎祥」第35回日展入選
- 2004年：「祇園白川」第80回記念白日展にて発表
- 2004年：「相馬樓」第36回日展入選
- 2005年：「華樓初宵」第81回白日会にて発表
- 2005年3月11日：「鳳凰迎祥」が宇治平等院に奉納される

## 受賞歴
- 1972年：「真假千金（ニセのお嬢さん）」で第十回台灣電影金馬獎（ゴールデンホース賞）最佳女主角獎（最優秀主演女優賞）
- 1973年：「愛的天地（愛の大地）」で第十九回亞太影展（アジア映画祭）感人演技獎（特別演技賞）
- 1974年：京都市民映画祭テレビ部門女優賞
- 1979年：『魅せられて』の大ヒットで日本レコード大賞・フジテレビFNS歌謡祭最優秀歌唱賞・テレビ朝日全日本歌謡音楽祭審査員奨励賞・東京音楽祭国内大会ゴールデンカナリー賞銅賞・横浜音楽祭賞・新宿音楽祭ラジオ音楽賞
- 1980年：海外で活躍する華僑に贈られる台湾の国民栄誉賞・海光奬彰を受賞（王貞治に続き2人目）
- 1988年：「おしん」のテーマ曲「信」で香港白金唱片奬を受賞
- 1995年：台湾にて勲一等華光奬章受章（李麗華、テレサ・テンに続いて3人目）
- 2022年：文化庁長官表彰[22]

## NHK紅白歌合戦出場歴
| 年度/放送回               | 回 | 曲目       | 出演順 | 対戦相手 |
| ------------------------- | -- | ---------- | ------ | -------- |
| 1979年（昭和54年）/第30回 | 初 | 魅せられて | 10/23  | 西城秀樹 |
| 1980年（昭和55年）/第31回 | 2  | 麗華の夢   | 15/23  | ゴダイゴ |

注意点
- 出演順は「出演順/出場者数」で表す。